# The Last Thing on My Mind
The Last Thing on My Mind är en sång skriven av Tom Paxton och inspelad av honom 1964. Låten har spelats in av många andra, bland andra Judy Collins, The Kingston Trio, Peter, Paul and Mary, The Chad Mitchell Trio, Harry Belafonte, The Carter Family, Johnny Cash (med Diana Trask), Marianne Faithfull, The Seekers, Sandy Denny, Charley Pride, Hank Snow, Doc Watson, Anne Murray, José Feliciano, Jean Shepard, Bill Anderson, Gram Parsons, Clarence White, The Move, The Vejtables, Chet Atkins, Nana Mouskouri, Joan Baez, Neil Diamond, Glen Campbell, Rick Danko, Gene Clark, The Dillards, Flatt & Scruggs, Willie Nelson, Pat Boone, Hank Locklin, Tony Rice, Herb Pedersen, Joe Dassin, Noel Harrison, Delroy Wilson, Paddy Reilly med The Dubliners, Wally Whyton, Rodney Dillard, Carolyn Hester, Dennis Brown, Chris de Burgh, Daniel O'Donnell, Cry, Cry, Cry, Glenn Yarbrough,  Hill Mellis & CO (Svenskt countryband)  och många andra. Porter Wagoners och Dolly Partons inspelning från 1967 nådde de tio främst placerade på USA:s countrysingellista i december det året.
Melodin är inte helt olikt den traditionella folkvisan Leaving of Liverpool från Brittiska öarna. Bob Dylan använde refrängens melodi från Leaving of Liverpool i låten "Farewell" 1963. Alla dessa sånger handlar om att säga hejdå till någon och sakna dem djupt.
Låten är en av de mest kända låtarna skrivna av Tom Paxton.

### Fotnoter
1. ↑  David McGee (13 mars 2009). ”Of Many Colors, Indeed” (på engelska). Blue Grass Special. Arkiverad från originalet den 23 december 2015. https://web.archive.org/web/20151223084129/http://www.thebluegrassspecial.com/archive/2009/november2009/partonnov09.php. Läst 22 december 2015.